# Auxiliaire de justice en France
Les auxiliaires de justice sont, dans le droit français, des professionnels du droit qui ne sont pas magistrats mais participent toutefois directement ou indirectement à la mission de service public de la Justice.

## Auxiliaires de justice au service du justiciable
- Avocat
- Avoué (avant 2012)
- Commissaire-priseur (avant juillet 2022)
- Commissaire de justice
- Greffier
- Officier de police judiciaire (OPJ)
- Médiateur judiciaire
- Conciliateur de justice
- Expert judiciaire
- Huissier de justice (avant juillet 2022)
- Notaire[1]
- Traducteur interprète officiel
- N. B : les fonctions rajoutées (commissaire-priseur, greffier, officier de police, médiateur judiciaire, expert judiciaire et traducteur interprète officiel) sont réglementées par des textes de loi.

## Auxiliaires extérieurs
- Mandataire judiciaire à la protection des majeurs - droit civil[2]
- Expert judiciaire - auprès de tous les Tribunaux, cette activité est, de jure, une activité à temps partiel[3], le qualificatif d'auxiliaire de justice n'est donc pas valable en permanence. La jurisprudence ne reconnaît pas le statut d'auxiliaire de justice aux Experts judiciaires au sens de l'article 47 du CPC.
- Administrateur judiciaire - au commerce
- Mandataire judiciaire
- Mandataire ad'hoc - au commerce
- Conciliateur de justice[4] - affaire civile
- Médiateur du Procureur de la République - petite affaire pénale'

## Statut
Le rôle des auxiliaires de justice est de participer au bon fonctionnement de la justice et à l'atteinte du procès équitable. 
Pour atteindre cet objectif, les auxiliaires de justice se sont dotés d'une déontologie professionnelle (par exemple, celle issue du Code de déontologie des avocats).
Ainsi, des principes communs dégagent les lignes générales d'un même statut : 
- ils font preuve de probité ou d'honnêteté ;
- les auxiliaires de justice doivent respecter le secret professionnel (obligation de confidentialité) ;
- ils ont un devoir de loyauté ;
- ils préservent les intérêts de leurs clients respectifs (par des règles régissant le conflit d'intérêts) ;
- ils entretiennent leurs compétences et font preuve de prudence dans leurs actes ;
- l'article 47 CPC leur permet de bénéficier du  privilège du for, c'est-à-dire d'un privilège de juridiction.
- le renvoi du dossier vers une juridiction civile frontalière sur le fondement de l'article 47 du CPC n'est accordée que lorsqu'une partie se trouve contre certains auxiliaires de justice (juge, avocat...), mais la jurisprudence ne reconnaît pas le statut d'auxiliaire de justice aux Experts judiciaires au sens de l'article 47 du CPC.

## Statistiques
Selon des données de l'année 2019, il y a notamment :
- 68 464 avocats en France ;
- 121 avocats au Conseil d'Etat et à la Cour de cassation ;
- 244 greffiers des tribunaux de commerce ;
- 3 384 huissiers de justice ;
- 140 administrateurs judiciaires ;
- 301 mandataires liquidateurs ;
- 15 088 notaires ;
- 453 commissaires-priseur[5].